# 1. FC Kirchheim
Der 1. Fußball-Club Kirchheim 1919, kurz 1. FC Kirchheim, ist ein Fußballverein aus der unterfränkischen Gemeinde Kirchheim.

## Geschichte
Der Verein wurde Anfang März 1919 gegründet. 1922 trat er dem Süddeutschen Fußballverband bei.
Sportlich erfolgreichste Phase waren die 1970er Jahre, als der Verein von 1974 bis 1980 in der bayerischen Landesliga antrat. 1973 wurde er erstmals Unterfränkischer Pokalsieger. Diesen Erfolg wiederholte der Verein 1978 und qualifizierte sich damit für die 1. Hauptrunde um den DFB-Pokal 1978/79, wo er am 6. August 1978 auf eigenem Platz dem Oberligisten SpVgg EGC Wirges mit 1:2 unterlag.
2002 schaffte der Verein als Meister der Bezirksliga Unterfranken die Rückkehr in die zu diesem Zeitpunkt sechstklassige Bezirksoberliga, wo man sich bis 2008 hielt.